# Прогноз
Прогно́з ― науково аргументоване передбачення, що дає випереджувальну інформацію про розвиток певних явищ і процесів у майбутньому.

## Типи прогнозів

### За проблемно-цільовим критерієм
- Пошуковий прогноз ― визначення можливих станів явища в майбутньому. Йдеться про умовне продовження в майбутнє тенденцій розвитку досліджуваного явища в минулому і сьогоденні, абстрагуючись від пропонованих рішень, дій, на основі яких можливо радикально змінити тенденції, викликати часом самоздійснення або саморуйнування прогнозу.

Такий прогноз відповідає на питання: «що найімовірніше відбудеться за умови збереження чинних, тенденцій?».
- Нормативний прогноз ― визначення шляхів і термінів досягнення можливих станів явища, прийнятих за мету. Йдеться про прогнозування досягнення бажаних станів на основі заздалегідь заданих норм, ідеалів, стимулів, цілей.

Такий прогноз відповідає на питання: «якими шляхами досягти бажаного?».

### За критерієм співвідношення з різними формами конкретизації управління
- Цільовий прогноз ― відповідає на питання: що саме бажано й чому? Відбувається побудова на визначеній шкалі можливостей оцінювальної функції розподілу переваг: небажано―менш бажано―більш бажано―найбільш бажано―оптимально. Орієнтація ― сприяння оптимізації процесу цілепокладання (встановлення ідеально припущеного результату діяльності).
- Плановий прогноз ― являє собою, по суті, вироблення пошукової та нормативної прогнозної інформації для відбору найбільш доцільних планових нормативів індикативних або директивних завдань з виявленням небажаних, що підлягають усуненню альтернатив і з ретельним з'ясуванням віддалених, прямих і непрямих наслідків прийнятих планових рішень. Такий прогноз відповідає на питання: «як, в якому напрямку орієнтувати планування, щоб ефективніше досягти поставлених цілей?».
- Програмний прогноз можливих шляхів, мір і умов досягнення передбачуваного стану прогнозованого явища відповідає на питання: «що конкретно необхідно, щоб досягти бажаного?». Для відповіді на це питання важливі, пошукові та нормативні прогнозні розробки.

Перші виявляють проблеми, які потрібно вирішити, щоб реалізувати програму, другі визначають умови реалізації. Програмне прогнозування повинно сформулювати гіпотезу про можливість взаємовпливах різних факторів, вказати гіпотетичні терміни та черговість досягнення проміжних цілей на шляху до головної. Тим самим як би завершується відбір можливостей розвитку об'єкта дослідження, розпочатий плановим прогнозуванням.
- Проєктний прогноз конкретних образів того чи іншого явища в майбутньому при допущенні ряду поки ще відсутніх умов відповідає на питання: «як (конкретно) це можливо, як це може виглядати?». Проєктні прогнози (їх називають ще прогнозними проєктами, дизайн-прогнозами й т. д.) покликані сприяти відбору оптимальних варіантів перспективного проєктування, на основі яких має розгортатися потім реальне, поточне проєктування.